# Alessandro Lettieri
Alessandro Lettieri (Trento, 14 maggio 1974) è un giocatore di curling italiano, atleta di Cembra del Curling Club Lago Santo.
Ha fatto parte della nazionale italiana di curling disputando due campionati europei di curling (Füssen 1997 e Vierumäki 2001). Dal 1990 al 1996 ha fatto parte della nazionale italiana junior di curling partecipando a tre campionati mondiali junior di curling.
Attualmente è sindaco di Cembra.